# Myiobius
A Myiobius a madarak (Aves) osztályának verébalakúak (Passeriformes) rendjébe és a Tityridae családjába tartozó nem.

## Rendszerezés
A nembe az alábbi 5 faj tartozik:
- Myiobius atricaudus
- Myiobius barbatus
- Myiobius mastacalis vagy alfaj Myiobius barbatus mastacalis néven
- Myiobius sulphureipygius
- Myiobius villosus